# Івакинська (Красноборський район)
Івакинська (рос. Ивакинская) — присілок в Красноборському районі Архангельської області Російської Федерації.
Населення становить 2 особи. Входить до складу муніципального утворення Бєлослудське сільське поселення.

## Історія
Від 2004 року входить до складу муніципального утворення Бєлослудське сільське поселення.

## Населення
| 2002 | 2010 |
| ---- | ---- |
| 4    | ↘2   |